# 戴立益
戴立益（1966年5月—），男，汉族，浙江宁波人，中华人民共和国政治人物。现任华东师范大学副校长，民进中央委员，民进上海市委副主委。第十三、十四届全国政协委员。